# تپه بیژن سره
تپه بیژن سره مربوط به میانه دوران‌های تاریخی پس از اسلام است و در شهرستان سنقر، بخش کلیائی، روستای گل سرخه واقع شده و این اثر در تاریخ ۱۱ مرداد ۱۳۸۴ با شمارهٔ ثبت ۱۲۵۱۵ به‌عنوان یکی از آثار ملی ایران به ثبت رسیده است.